# Belmont (Virginie)
Pour les articles homonymes, voir Belmont.
Belmont est une census-designated place située dans le comté de Loudoun, dans l’État de Virginie, aux États-Unis. Lors du recensement de 2020, elle comptait 10 268 habitants.